# アントン・ベニング
アントン・ヘルマン・ベニング（Anton Hermann Benning 、1918年5月15日 - 2013年9月29日）は、ドイツ空軍の軍人。第二次世界大戦で28機を撃墜したエース・パイロットであり、その戦功から騎士鉄十字章を受章した。

## 生涯
1918年1月15日、リヒテナウのハーケンベルクで生まれた。1938年、ドイツ空軍に入隊し、飛行訓練の後、飛行教官を務めた。1942年から1943年にかけて、Ju 52のパイロットとしてスターリングラードに包囲された軍への供給に参加した。1943年初頭、第106戦闘航空団（JG 106）の単一エンジンの戦闘機パイロットとして再訓練した。6月に「ヴィルデ・ザウ」の夜間戦闘隊として結成された第301戦闘航空団（JG 301）/第2中隊に転属となり、9月には第302戦闘航空団（JG 302）/第2中隊に転属となった。9月23日の夕方、イギリス空軍のランカスター2機をブレーメンの南東で撃墜し、初戦果を記録した。
同月、JG 302/第2中隊はJG 301/第10中隊に改名され、ベニングは1944年後半に同隊の中隊長になった。
1945年1月1日、ドイツ十字章金賞を受章し、4月13日、騎士鉄十字章を受章した。
ベニングが大戦中に撃墜した28機（18機の4発重爆撃機を含む）はすべて西部戦線で記録されたものだった。
戦後、1950年にマールで歯科医院を開業。1957年、マール・ローミューレ飛行場の創設に協力した。
2013年9月29日、レックリングハウゼンで95歳で亡くなった。

## 受勲
- 鉄十字勲章1939年章
  - 2級（1940年9月1日）
  - 1級（1942年1月31日）
- ドイツ十字章金賞（1945年1月1日：第302戦闘航空団/第2中隊の上級軍曹として[3]
- 騎士鉄十字章：（1945年4月13日：第301戦闘航空団/第1中隊の少尉及び中隊長として[4]

## 参照